# Богдан Жерајић
Богдан Жерајић (Невесиње, 1. фебруар 1886 — Сарајево, 15. јун 1910) био је један од првих национално-револуционарних представника босанскохерцеговачке омладине.

## Биографија
Рођен је у Невесињу, гимназију је завршио у Мостару, а право студирао у Загребу. Једно време је служио као учитељ у Србији у Крушевачком округу. Његов брат од стрица, генерал др Милан Жерајић је био лични лекар краља Петра првог, а Миланов брат Ристо лични лекар краља Александра.
Био је незадовољан политиком српског грађанства у Босни и Херцеговини, које је по његовом уверењу, напустило сваку стварну борбу против туђинске власти у земљи и кренуло путевима политичког опортунизма. Жерајић је заступао потребу бескомпромисне борбе против Аустроугарске. Свој став у политици потврдио је покушајем атентата на поглавара земље генерала Маријана Варешанина, који је он сматрао демонстрацијом и актом протеста против стања насталог доношењем устава (Земаљски статут) за БиХ и отварањем босанског Сабора.
Жерајићев атентат није успео, а он је извршио самоубиство на месту атентата, како би пресекао сваку могућност истраге. Жерајићев акт имао је снажног утицаја на даљи развој револуционарног покрета босанскохерцеговачке омладине, за коју је Жерајић постао симбол идеалног борца за слободу.
По предању Боривоја Јевтића, савременика и пријатеља Гаврила Принципа, који је после Сарајевског атентата, био ухапшен и мучен од стране аустроугарских власти, један од његових мучитеља му се хвалио како је користио Жерајићеву лобању као пикслу.

## У популарној култури
- Последњи валцер у Сарајеву

## Галерија
- Жерајић као припадник организације Млада Босна на четничкој обуци у Врању